# Federazione cestistica della Mongolia
La Federazione cestistica della Mongolia è l'ente che controlla e organizza la pallacanestro in Mongolia.
La federazione controlla inoltre la nazionale di pallacanestro della Mongolia e ha sede a Ulan Bator.
È affiliata alla FIBA dal 2000 e organizza il campionato di pallacanestro della Mongolia.